# Telfes im Stubai

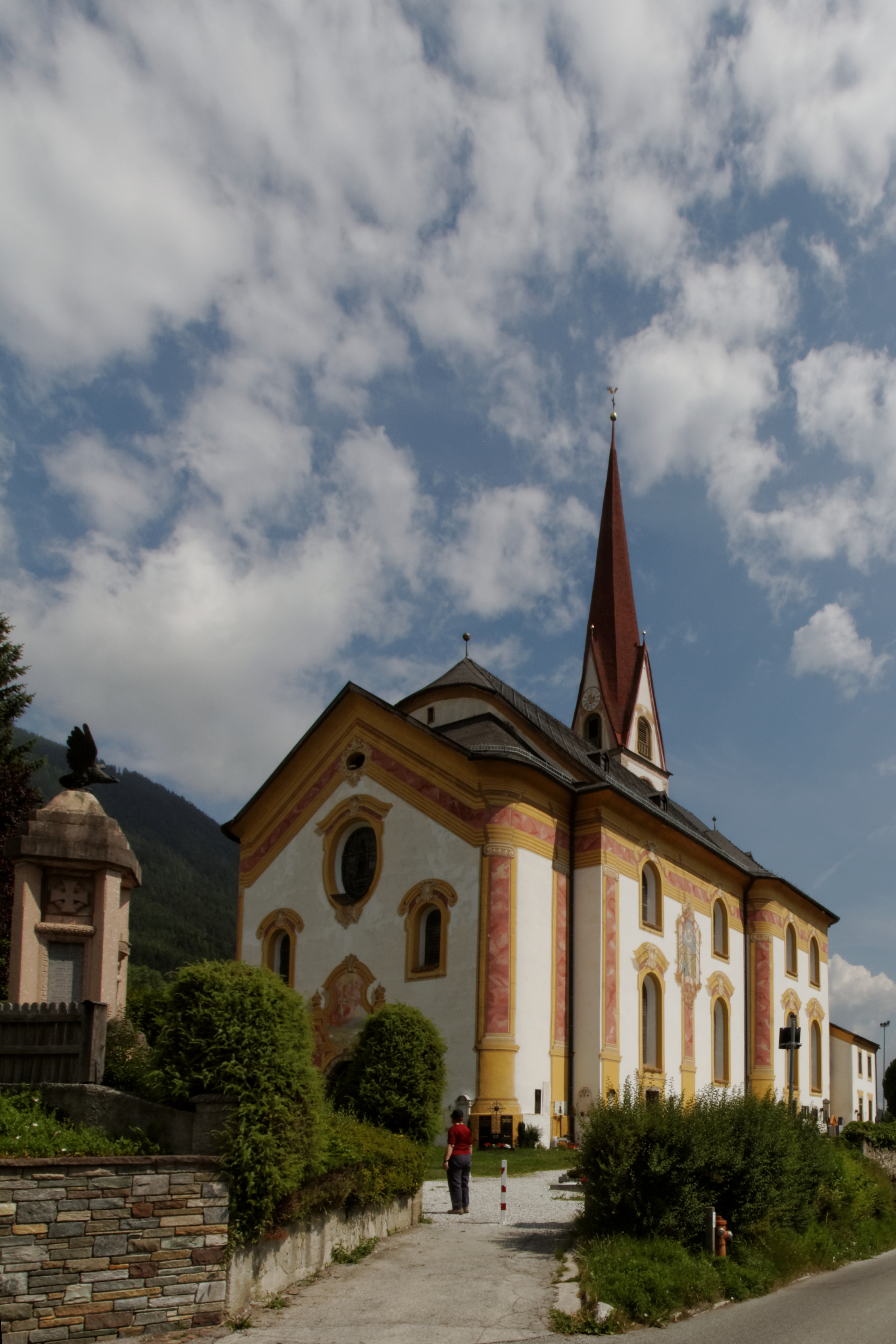
St. Pankratius Telfes.

Telfes im Stubai är en ort och kommun i distriktet Innsbruck-Land i förbundslandet Tyrolen i Österrike. Kommunen har 1 618 invånare (2024). Den ligger 11 km söder om Tyrolens huvudstad Innsbruck.